# Halina Reijn

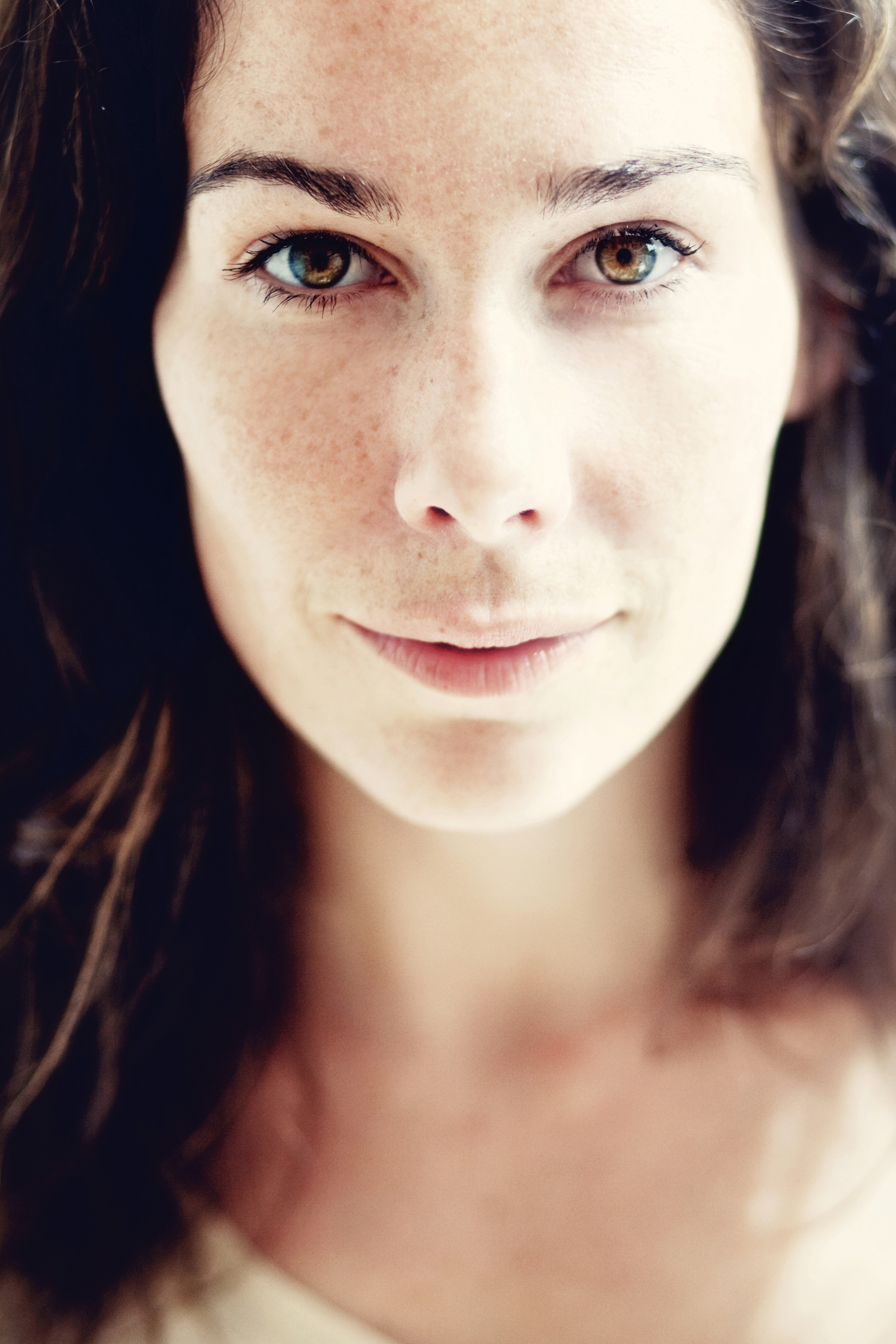
Halina Reijn (rond 2010)

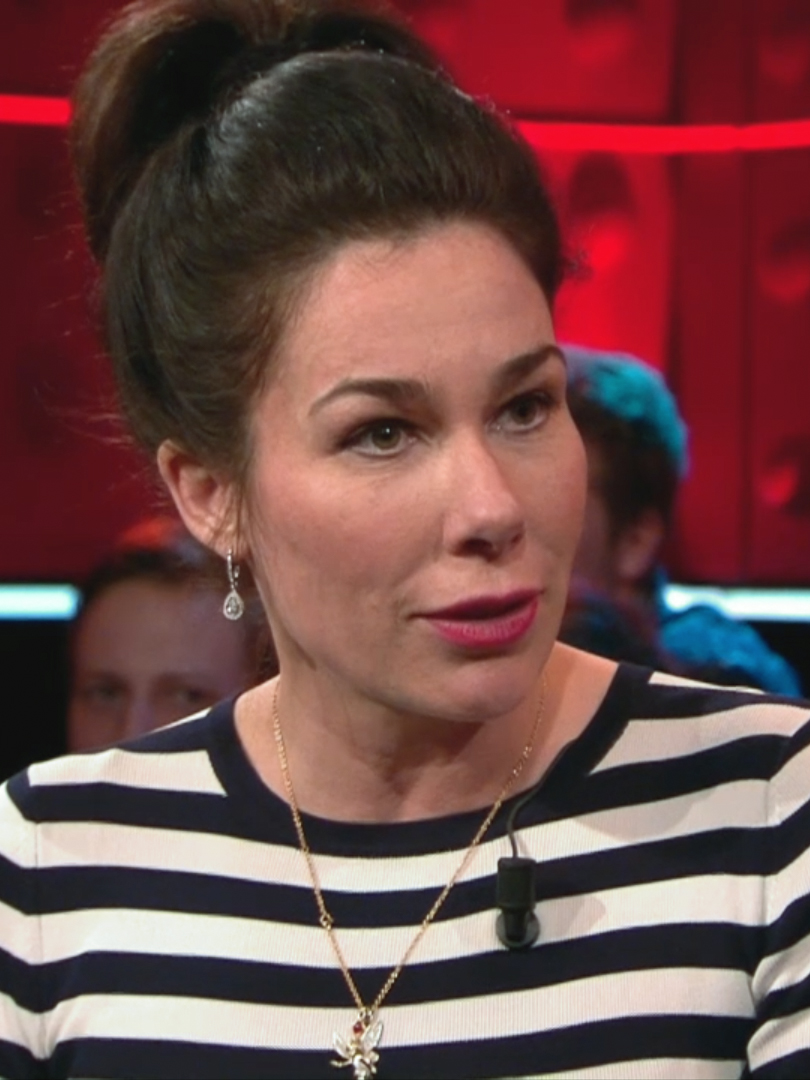
Halina Reijn in De Wereld Draait Door (2018)

Halina Reijn (Amsterdam, 10 november 1975) is een Nederlands actrice, regisseur en schrijfster. Ze is geboren in Amsterdam en opgegroeid in Wildervank (Groningen). In 2013 won ze de Theo d'Or, een Nederlandse toneelprijs. Op 28 januari 2017 ontving zij uit handen van Ariane Schluter de Theo Mann-Bouwmeesterring. Reijn is de zevende persoon die deze toneelprijs ontving.

## Biografie
Reijn speelde als tiener jarenlang bij de Vooropleiding Theater in Groningen. Deze jongeren-theateropleiding (destijds onder leiding van Josja Hamann) heet tegenwoordig De Noorderlingen.
Reijn studeerde later aan de Toneelacademie Maastricht toen ze geïntroduceerd werd bij Theu Boermans. Vervolgens heeft ze jaren bij De Trust (later opgegaan in De Theatercompagnie) gespeeld. In 2003 stapte ze over naar de Toneelgroep Amsterdam. Daar stond ze onder meer in Hamlet en in verschillende stukken van Tsjechov.
In 1998 won ze een Colombina voor haar rol van Lulu in de voorstelling Shopping and Fucking van Mark Ravenhill bij De Trust. In 2004 werd ze genomineerd voor een Theo d'Or voor haar hoofdrol als Lavinia (Vinny) in Rouw siert Electra van Eugene O'Neill bij Toneelgroep Amsterdam in de regie van Ivo van Hove. Reijn kreeg in Polen een prijs tijdens het internationaal theaterfestival Kontakt in Toruń (juni 2009) voor haar solovoorstelling 'La Voix humaine'. Dit stuk van Jean Cocteau werd geproduceerd door Toneelgroep Amsterdam en geregisseerd door Ivo van Hove.
Reijn was in verschillende bioscoopfilms te zien, zoals de voor de Oscar voor beste niet-Engelstalige film genomineerde film Zus & Zo van Paula van der Oest, Ik Omhels Je Met 1000 Armen, geregisseerd door Willem van de Sande Bakhuyzen, Zwartboek van Paul Verhoeven en Blind van Tamar van den Dop. Naast haar optredens op toneel en in films had Reijn gastrollen in Nederlandse televisieseries als Pril geluk, Baantjer, Fort Alpha, Unit 13 en Intensive Care. Ook speelde ze mee in de videoclip My Demons van het eerste album van ZEUS (2005).
Ze schreef columns voor het weekblad Viva (2005-2009), JAN, de Uitkrant en het Vlaamse tijdschrift DM Magazine. Op 1 oktober 2005 debuteerde ze als schrijfster met de psychologische roman Prinsesje Nooitgenoeg (ISBN 9044606972) bij uitgeverij Prometheus. In 2009 worden haar columns uit Viva gebundeld tot een dagboek Halina: Doen alsof ik iemand anders ben (ISBN 978-90-446-1416-9).
Op 20 augustus 2006 was Reijn te gast in het VPRO-tv-programma Zomergasten.
In 2007 vertolkte ze de rol van Mabel Wisse Smit in de tweedelige televisieserie De Prins en het Meisje, waarvoor ze een Gouden Kalf voor beste actrice ontving. In 2009 ging de Hollywoodfilm Valkyrie onder regie van Bryan Singer in première, waarin ze een rol speelde naast o.a. Tom Cruise en in 2010 de door Robert Jan Westdijk geregisseerde film De Eetclub, naar het boek van Saskia van Noort.
Onder regie van Ben Sombogaart vertolkte Reijn de titelrol in de psychologische thriller Isabelle, naar het boek van Tessa de Loo. Isabelle ging september 2011 in de Nederlandse bioscopen in première. Ze had zich sterk vermagerd voor de rol.
Vanaf maart 2013 was Reijn te zien in de titelrol in de televisieserie Charlie, een remake van de serie Nurse Jackie. In de zomer van 2013 was Reijn te zien in het tiende seizoen van Ranking the Stars.
Reijn nam regelmatig deel aan het televisie-programma De Wereld Draait Door als tafeldame.
Ze sprak de audiotour in voor de Oude Kerk in Amsterdam, die daar sinds 2016 wordt gebruikt.
Regisseur Gülsah Dogan maakte de documentaire De OK-vrouw over Reijn en haar ongewenste kinderloosheid. De documentaire verscheen op 16 april 2016 op televisie bij De Wereld Draait Door. Eind 2019 kondigde Reijn aan te stoppen met acteren.
Samen met Carice van Houten richtte ze in 2015 het productiebedrijf Man Up op. Haar regiedebuut, de film Instinct (2019) met Van Houten in de hoofdrol, was het eerste project van Man Up. De film werd bekroond op het filmfestival van Locarno en werd uitgekozen als de Nederlandse inzending voor de Oscars.
In 2020 werd Reijn benoemd tot lid van de Akademie van Kunsten.
In 2022 kreeg haar film Bodies Bodies Bodies in Amerika een goede ontvangst. Haar film Babygirl ging op 30 augustus 2024 in première op het Filmfestival van Venetië en kreeg daar een minutenlange staande ovatie.

## Filmografie

### Film

#### Als actrice
- 2001 Îles flottantes - Isa
- 2001 Zus & Zo - Bo Mendes
- 2003 Grimm - Maria
- 2003 Polleke - Tina
- 2003 De Passievrucht - Ellen
- 2005 Masterclass - Actrice 2

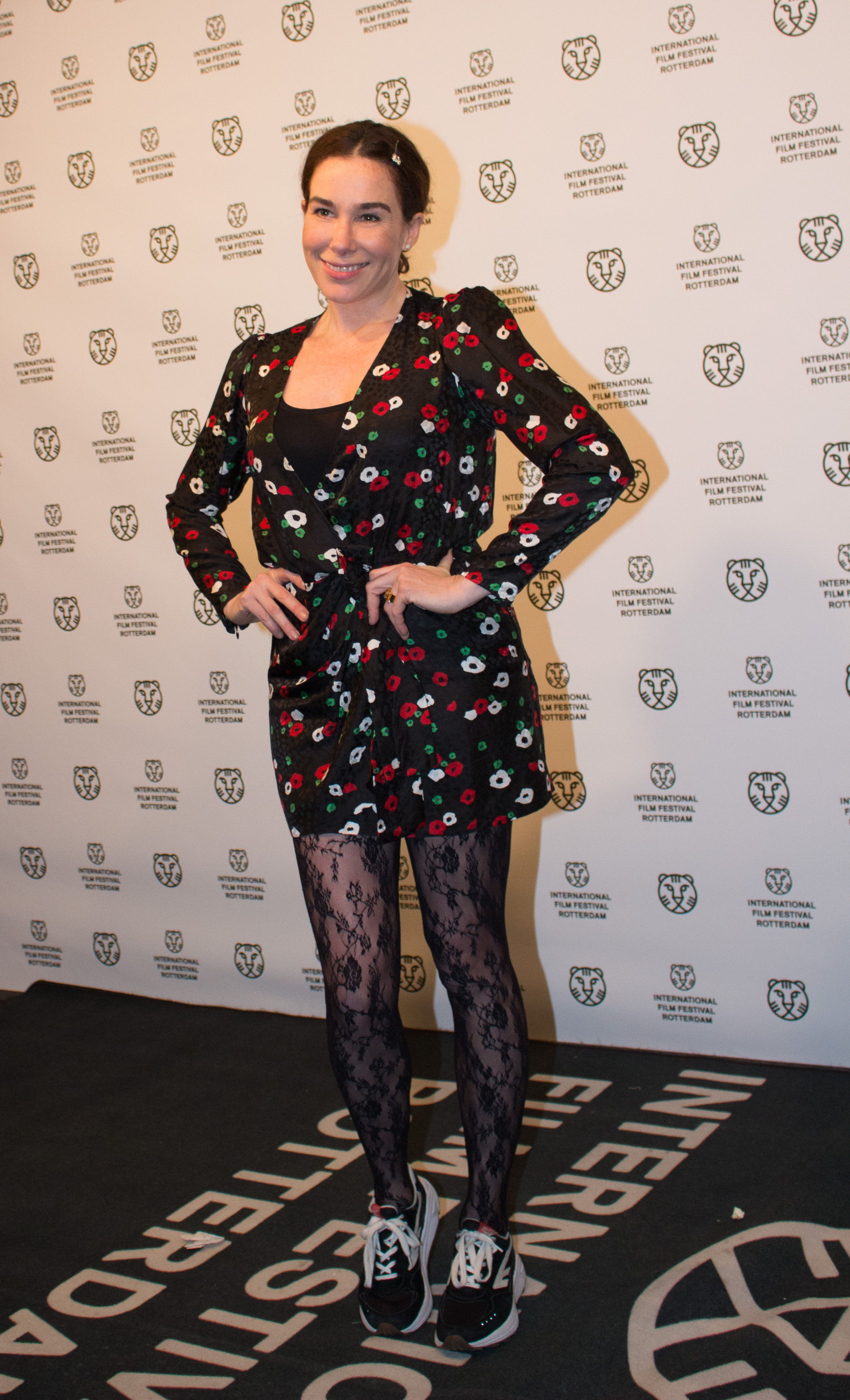
Halina Reijn op het International Film Festival Rotterdam 2020

- 2006 Ik omhels je met 1000 armen - Lureen
- 2006 Zwartboek - Ronnie
- 2007 Blind - Marie
- 2007 Nadine - Nadine
- 2008 Valkyrie - Margarethe von Oven
- 2010 Sintel - Sintel
- 2010 De eetclub - Hanneke Lemstra
- 2010 Sterke verhalen - Hostess
- 2010 Win/Win - Deniz
- 2011 Goltzius and the Pelican Company - Portia
- 2011 Isabelle - Isabelle
- 2012 De Overloper - Hannie
- 2013 Feuten: Het Feestje - De buurvrouw
- 2014 Boy 7 - Marit
- 2014 Pak van mijn hart - Karin
- 2015 De leerling - Lana
- 2016 De OK-vrouw - zichzelf (documentaire)
- 2016 De zevende hemel - Eva
- 2017 Oude Liefde - Tess

#### Als regisseur
- 2019 Instinct
- 2022 Bodies Bodies Bodies
- 2024 Babygirl

### Televisie
- 1994 Pril geluk - Sanne
- 1995 In voor- en tegenspoed - Kassier
- 1996 Westzijde Posse - Date van Ozzy (Seizoen 1, Aflevering 12: Geheimen)
- 1997 Fort Alpha - Eva
- 1998 Unit 13 - Anne-marie Ruyter (Seizoen 6, Aflevering 6: Infiltratie)
- 1999 Suzy Q - prostituee
- 1999 Baantjer - Anna (Seizoen 5, Aflevering 8: De Cock en de pianomoord)
- 2002 De afrekening
- 2005 Parels & zwijnen - Maria
- 2006 Voor een paar knikkers meer - moeder van Michiel (stem)
- 2007 De Prins en het Meisje - Mabel Wisse Smit
- 2010 In therapie - Lara
- 2011 Flikken Maastricht - Hannie de Groot
- 2011 Van God los - Nadia
- 2013 Charlie - Charlie Bloem
- 2014 Jeuk - Halina
- 2015 Bagels & Bubbels - Vanessa
- 2018 Conspiracy of Silence - Maggie van Haal
- 2020-2021 Red Light - Esther Vinkel

## Theater
- 1997 Hamlet (De Trust) - Ophelia
- 1998 De kersentuin (De Trust)
- 1998 Shopping and fucking (De Trust) - Lulu
- 1998 Adel Blank (De Trust/De Mexicaanse Hond)
- 1999 De Laatsten (De Trust) - Ljoeba
- 2000 Koons (De Trust) - Cicciolina
- 2001 Lulu (De Trust) - Lulu
- 2001 Hamlet (De Theatercompagnie) - Ophelia
- 2001 Con Amore (Toneelgroep Amsterdam) - Poppea
- 2003 De Meeuw (De Theatercompagnie) - Nina
- 2003 Drie Zusters (Toneelgroep Amsterdam) - Irina
- 2003-'14 Rouw siert Electra (Toneelgroep Amsterdam/Toneelschuur Haarlem) - Lavinia Mannon
- 2004-'09 Het temmen van de feeks (Toneelgroep Amsterdam) - Katharina
- 2005 Scènes uit een huwelijk (Toneelgroep Amsterdam) - Marianne
- 2005 Huis van de toekomst (Toneelgroep Amsterdam) - Anna Tabaknikova
- 2005-'10 Hedda Gabler (Toneelgroep Amsterdam) - Hedda
- 2006-'08 Oresteia (Toneelgroep Amsterdam) - Elektra
- 2007 Ajax (Toneelgroep Amsterdam) - Tekmessa
- 2007 Perfect Wedding (Toneelgroep Amsterdam) - Heiner
- 2008-'10 Antonioni Project (Toneelgroep Amsterdam) - Vittoria
- 2008 Kreten en gefluister (Toneelgroep Amsterdam) - Maria
- 2008 Rocco en zijn broers (Toneelgroep Amsterdam) - Nadia
- 2008-'18 La voix humaine (Toneelgroep Amsterdam) - solovoorstelling
- 2010-'13 Kinderen van de zon (Toneelgroep Amsterdam) - Lisa
- 2011-'13 De Russen! Ivanov meets Platonov (Toneelgroep Amsterdam) - Sarah
- 2012-'15 Nora (Toneelgroep Amsterdam) - Nora
- 2012-'14 Husbands (Toneelgroep Amsterdam) - 7 rollen
- 2014: Dantons Dood (Toneelgroep Amsterdam) - St. Just, Julie, Lucile, Marion
- 2014-'15 Maria Stuart (Toneelgroep Amsterdam) - Maria Stuart
- 2014-'18 The Fountainhead (Toneelgroep Amsterdam) - Dominique Francon
- 2015-'18 De stille kracht (Toneelgroep Amsterdam) - Leonie van Oudijck
- 2016-'18 Husbands and wives (Toneelgroep Amsterdam) - Judy
- 2017 Obsession (Toneelgroep Amsterdam) - Hanna
- 2017 Othello (Toneelgroep Amsterdam) - Emilia

## Prijzen
- In 1998 won zij een Colombina voor haar rol van Lulu in de voorstelling Shopping and Fucking.
- In 2004 werd zij genomineerd voor een Theo d'Or voor haar hoofdrol als Lavinia (Vinny) in Rouw Siert Electra.
- In 2006 werd Reijn genomineerd voor een Gouden Kalf (Beste Vrouwelijke Bijrol) voor Zwartboek.
- In 2007 won zij een Gouden Kalf voor De Prins en het Meisje (Speciale Jury Prijs).
- Op 26 februari 2013 kreeg zij bij het 25-jarig jubileum van Toneelgroep Amsterdam de Courbois-parel van Kitty Courbois[9][10][11]
- In 2013 won zij de Theo d'Or voor de titelrol in Nora van Henrik Ibsen (Toneelgroep Amsterdam, regie Thibaud Delpeut)
- Op 28 januari 2017 ontving Reijn van Ariane Schluter de Theo Mann-Bouwmeesterring.
- In 2019 won zij de Variety Piazza Grande Award op het Internationaal filmfestival van Locarno voor de film Instinct.[12]